# 康特拉科斯塔中心 (加利福尼亞州)
康特拉科斯塔中心（英語：Contra Costa Centre）是位於美國加利福尼亞州康特拉科斯塔縣的一個人口普查指定地區。

## 地理
康特拉科斯塔中心的座標為37°55′34″N 122°03′14″W / 37.92611°N 122.05389°W，而該地最高點為海拔高度28米（即92英尺）。

## 人口
根據2010年美國人口普查的數據，康特拉科斯塔中心的面積為1.662平方千米，當中陸地面積為1.662平方千米，而水域面積為0.000平方千米。當地共有人口5364人，而人口密度為每平方千米3,227人。